# روند كساب
روند هاشم عبد الرزاق كساب (من مواليد 6 نوفمبر 2003) هي لاعبة كرة قدم أردنية مُحترفة تلعب كحارسة مرمى للنادي الأهلي في الدوري السعودي الممتاز والمنتخب الأردني.

## مسيرتها الكروية
بدأت روند مسيرتها الكروية كمهاجمة لنادي شباب الزرقاء تحت 15 سنة. لاحقًا، قامت المدربة السابقة للمنتخب الوطني للشباب منار فريج، باستدعائها للمنتخب الوطني تحت 14 سنة، حيث حولت مركزها من الهجوم إلى حارس المرمى بسبب فعاليتها المحدودة في الهجوم. ولفتت روند انتباه فريق عمّان بعد أدائها المتميز، وانضمت إليهم في عام 2015 ومثلت الفريق في جميع الفئات العمرية حتى عام 2022. بعد ذلك، انضمت إلى النادي الأهلي حيث لعبت دورًا محوريًا في فوز الأهلي بالدوري لأول مرة في التاريخ، وحصلت روند على جائزة أفضل حارسة مرمى لموسم 2022.
في أكتوبر 2023، أعلن الأهلي عن التعاقد مع روند للمنافسة في موسم 2023–24، وتعكس هذه الخطوة التزام النادي بتعزيز قائمته وتعزيز قدرته التنافسية في الموسم المقبل.

## مسيرتها الدولية
لعبت روند مباريات دولية مع منتخبات السيدات تحت 14 سنة وتحت 17 سنة وتحت 20 سنة. مع فريق تحت 14 سنة، فازت ببطولة آسيا الإقليمية للفتيات تحت 14 سنة لعام 2016 في الأردن. لعبت مع منتخب تحت 16 سنة منذ عام 2016 إلى غاية 2018 حيث لعبت دورتين في تصفيات بطولة آسيا للسيدات تحت 16 سنة في عامي 2017 و 2019. تم استدعاؤها إلى فريق تحت 19 سنة لتصفيات بطولة آسيا للسيدات تحت 19 سنة 2019 في هانوي. ومع ذلك، فقد بقيت على مقاعد البدلاء في جميع المباريات الثلاث. وفي العام التالي، استدعيت للمشاركة في بطولة اتحاد غرب آسيا لكرة القدم للفتيات تحت 18 سنة 2019 في البحرين. ساعدت المنتخب في الحصول على الميدالية البرونزية في البطولة.
حصلت روند على أول استدعاء لها للمنتخب الأردني عام 2021 للمشاركة في بطولة كأس العرب للسيدات 2021. في 8 أبريل 2022، شاركت روند لأول مرة على المستوى الدولي في المباراة التي انتهت بالخسارة 0–1 أمام الهند.

## الإحصائيات

### دوليا
اعتبارا من 11 أبريل 2023
| الأردن  | الأردن | الأردن  |
| السنة   | الظهور | الأهداف |
| ------- | ------ | ------- |
| 2022    | 5      | 0       |
| 2023    | 2      | 0       |
| المجموع | 7      | 0       |

### النادي
30 ديسمبر 2023
| النادي | الموسم  | الدوري        | الدوري | الدوري  | الكأس  | الكأس   | قاريا  | قاريا   | أخرى   | أخرى    | المجموع | المجموع |
| النادي | الموسم  | الدرجة        | الظهور | الأهداف | الظهور | الأهداف | الظهور | الأهداف | الظهور | الأهداف | الظهور  | الأهداف |
| ------ | ------- | ------------- | ------ | ------- | ------ | ------- | ------ | ------- | ------ | ------- | ------- | ------- |
| الاهلي | 2023–24 | الدرجة الأولى | 7      | 0       | 2      | 0       | —      | —       | —      | —       | 9       | 0       |
| الاهلي | المجموع | المجموع       | 7      | 0       | 2      | 0       | —      | —       | —      | —       | 9       | 0       |

## الإنجازات
عمان
- الدوري الأردني للمحترفين للسيدات: 2020، 2021
- بطولة الأندية الآسيوية للسيدات: 2021

النادي الأهلي (عمان)
- الدوري الأردني للسيدات: 2022

الأردن
- كأس العرب للسيدات: 2021
- بطولة اتحاد غرب آسيا لكرة القدم للسيدات: 2022

الأردن تحت 18
- بطولة اتحاد غرب آسيا تحت 18 سنة للفتيات: المركز الثالث 2019

فرديا
- أفضل حارسة مرمى في الدوري الأردني للسيدات: 2022
- بطولة اتحاد غرب آسيا للسيدات أفضل حارسة مرمى: 2022